# Coupe des nations du Pacifique 2011
Navigation
Édition précédente Édition suivante
La Coupe des nations du Pacifique 2011 (en anglais : Pacific Nations Cup 2011) est la sixième édition de la compétition. Elle regroupe les équipes des Samoa, des Fidji, des Tonga et du Japon. Celles-ci utilisent ce tournoi comme matches préparatoires pour la Coupe du monde. La compétition a vu la victoire de l'équipe nationale du Japon. Bien qu'à égalité de points avec l'équipe nationale des Tonga, elle remporte l'épreuve grâce à la règle qui donne la prépondérance au match qui les a opposés et qui s'est terminé par la victoire du Japon.
L'équipe du Japon de rugby à XV remporte, pour la première fois de son histoire, la Coupe des nations du Pacifique. Même si, lors du dernier match l'opposant à l'équipe nationale des Fidji, elle profite de l'indiscipline des Fidjiens qui subirent deux cartons rouges et trois jaunes. Menée 8 à 0 à la pause, elle réussit à inscrire quatre essais et gagner ce dernier match avec le bonus offensif.

## Classement
| Rang | Pays      | J | V | N | D | Bo | Bd | Pm  | Pe | Diff | Pts |
| ---- | --------- | - | - | - | - | -- | -- | --- | -- | ---- | --- |
| 1    | Japon     | 3 | 2 | 0 | 1 | 2  | 0  | 67  | 74 | -7   | 10  |
| 2    | Tonga     | 3 | 2 | 0 | 1 | 1  | 1  | 101 | 68 | +33  | 10  |
| 3    | Fidji     | 3 | 1 | 0 | 2 | 1  | 0  | 70  | 87 | -17  | 5   |
| 4    | Samoa (T) | 3 | 1 | 0 | 2 | 1  | 0  | 71  | 80 | -9   | 5   |

|  | Vainqueur de la compétition. |
|  | T : Tenant du titre 2010     |

Attribution des points : victoire : 4, match nul : 2, défaite : 0 ; plus les bonus (offensif : 4 essais marqués ; défensif : défaite par 7 points d'écart maximum).
Règles de classement : Lorsque deux équipes sont à égalité au nombre total de points terrain, la différence se fait aux nombres de point terrain particuliers entre les équipes à égalité.

## Calendrier

### 1rejournée
| 2 juillet 2011 18 h 10 JST | Japon                                                                                          | 15 – 34 (8 – 24) | Samoa | Chichibunomiya Rugby Stadium, Tokyo 9 700 spectateurs Arbitre : Keith Brown |
| 2 juillet 2011 18 h 10 JST | Essai(s) : Holani (20e), Usuzuki (46e) Transformation(s) : Webb (47e) Pénalité(s) : Webb (32e) |                  | Essai(s) : Tuilagi (2e, 14e), Salavea (34e), G. Pisi (59e) Transformation(s) : So'oialo (3e, 15e, 36e, 61e) Pénalité(s) : So'oialo (12e, 65e) | Chichibunomiya Rugby Stadium, Tokyo 9 700 spectateurs Arbitre : Keith Brown |
| 2 juillet 2011 18 h 10 JST |                                                                                                |                  | | Chichibunomiya Rugby Stadium, Tokyo 9 700 spectateurs Arbitre : Keith Brown |

| 2 juillet 2011 15 h 10 UTC+13 | Tonga | 45 – 21 (9 – 23) | Fidji | Churchill Park, Lautoka 4 075 spectateurs Arbitre : Marius Jonker |
| 2 juillet 2011 15 h 10 UTC+13 | Essai(s) : Vahafolau (5e), Taufa (25e), essai de pénalité (43e), Iongi (77e), Taumalolo (79e) Transformation(s) : Morath (5e, 26e, 43e, 77e) Pénalité(s) : Morath (10e, 14e, 31e, 50e) |                  | Essai(s) : Kalou (59e), Ravulo (66e) Transformation(s) : Little (66e) Pénalité(s) : Little (3e, 7e, 37e) | Churchill Park, Lautoka 4 075 spectateurs Arbitre : Marius Jonker |
| 2 juillet 2011 15 h 10 UTC+13 | |                  | | Churchill Park, Lautoka 4 075 spectateurs Arbitre : Marius Jonker |

### 2ejournée
| 9 juillet 2011 12 h 40 UTC+12 | Japon | 28 – 27 (14 – 17) | Tonga | Stade national, Suva 2 550 spectateurs Arbitre : Peter Fitzgibbon |
| 9 juillet 2011 12 h 40 UTC+12 | Essai(s) : Holani (5e), Endo (34e), Kikutani (47e), Taira (51e) Transformation(s) : Arlidge (6e, 35e, 48e, 52e) |                   | Essai(s) : Ma'afu (24e), Morath (29e), Tonga'uiha (73e) Transformation(s) : Morath (25e, 30e, 74e) Pénalité(s) : Morath (7e, 62e) | Stade national, Suva 2 550 spectateurs Arbitre : Peter Fitzgibbon |
| 9 juillet 2011 12 h 40 UTC+12 | |                   | | Stade national, Suva 2 550 spectateurs Arbitre : Peter Fitzgibbon |

| 9 juillet 2011 15 h 10 UTC+12 | Fidji | 36 – 18 (17 – 11) | Samoa | Stade national, Suva 4 000 spectateurs Arbitre : Marius Jonker |
| 9 juillet 2011 15 h 10 UTC+12 | Essai(s) : Goneva (8e), Ma'afu (40e), Fatiaki (46e), Rawaga (70e), Kalou (79e) Transformation(s) : Little (9e, 40e), Luveniyali (70e, 79e) Pénalité(s) : Little (20e) |                   | Essai(s) : Tagicakibau (22e), Iosua (74e) Transformation(s) : So'oialo (74e) Pénalité(s) : Lavea (11e), So'oialo (14e) | Stade national, Suva 4 000 spectateurs Arbitre : Marius Jonker |
| 9 juillet 2011 15 h 10 UTC+12 | |                   | | Stade national, Suva 4 000 spectateurs Arbitre : Marius Jonker |

### 3ejournée
| 13 juillet 2011 12 h 40 UTC+12 | Tonga | 29 – 19 (18 – 10) | Samoa                                                                                               | Churchill Park, Lautoka |
| 13 juillet 2011 12 h 40 UTC+12 | Essai(s) : Taumalolo (32e), Helu (76e) Transformation(s) : Morath (32e, 77e) Pénalité(s) : Morath (1re, 16e, 20e, 35e, 67e) |                   | Essai(s) : Lemi (17e) Transformation(s) : So'oialo (18e) Pénalité(s) : So'oialo (4e, 42e, 44e, 60e) | Churchill Park, Lautoka |
| 13 juillet 2011 12 h 40 UTC+12 | |                   | | Churchill Park, Lautoka |

| 13 juillet 2011 15 h 10 UTC+12 | Japon                                                                                                  | 24 – 13 (0 – 8) | Fidji                                               | Churchill Park, Lautoka |
| 13 juillet 2011 15 h 10 UTC+12 | Essai(s) : Aruga (45e), Nicholas (58e), Horie (63e), Imamura (88e) Transformation(s) : Webb (59e, 89e) |                 | Essai(s) : Nalaga (6e, 48e) Pénalité(s) : Bai (1re) | Churchill Park, Lautoka |
| 13 juillet 2011 15 h 10 UTC+12 | |                 |                                                     | Churchill Park, Lautoka |

## Statistiques

### Meilleurs réalisateurs
| no | Nom du joueur  | Pays  | Points |
| 1  | Kurt Morath    | Tonga | 37     |
| 2  | James So'oialo | Samoa | 19     |
| 3  | Nicky Little   | Fidji | 18     |

### Meilleurs marqueurs
| no | Nom du joueur   | Pays  | Essais |
| 1  | Shota Horie     | Japon | 2      |
| -  | Kosuke Endo     | Japon | 2      |
| -  | Sekonaia Kalou  | Fidji | 2      |
| -  | Alesana Tuilagi | Samoa | 2      |